# Joe Henderson
Joe Henderson (ur. 24 kwietnia 1937 w Limie, zm. 30 czerwca 2001 w San Francisco) – amerykański saksofonista tenorowy. Laureat NEA Jazz Masters Award 1999.
Henderson pochodził z bardzo licznej rodziny składającej się z pięciu sióstr i dziewięciu braci. Został zachęcony do studiowania muzyki przez ojca i starszego brat Jamesa T. Jego wczesne zainteresowania muzyczne obejmowały grę na perkusji, fortepianie, saksofonie oraz komponowanie. Słuchał Lestera Younga, Flipa Phillipsa, Stana Getza, Lee Konitza i Charliego Parkera. Uczęszczał do Wayne State University razem z Yusefem Lateefem, Barrym Harrisem i Donaldem Byrdem.
Profesjonalną karierę Henderson rozpoczął na początku lat 60. na nowojorskiej scenie jazzowej, gdzie nagrywał z Kennym Dorhamem i Horace'em Silverem. Między rokiem 1963 a 1968 pojawił się na prawie 30 albumach w wytwórni Blue Note, z czego 5 sesji zostało wydanych pod jego nazwiskiem, m.in. album z 1963 Our Thing.